# Tobias Kamke
Tobias Kamke (Lübeck, 21 mei 1986) is een Duits tennisser. Hij is prof sinds 2006.
Kamke heeft in zijn carrière nog geen ATP enkel of dubbeltoernooi op zijn naam geschreven. In het enkelspel won hij wel twee challengers. Zijn beste resultaat in het enkelspel op een grandslamtoernooi is de derde ronde.
Kamke ontving in 2010 de Newcomer of the Year award.

## Palmares

### Enkelspel
| Nr.                          | Datum             | Toernooi     | Ondergrond    | Tegenstander in finale | Score         | Details |
| ---------------------------- | ----------------- | ------------ | ------------- | ---------------------- | ------------- | ------- |
| Gewonnen finales challengers |                   |              |               |                        |               |         |
| 1.                           | 1 augustus 2010   | Granby       | Hardcourt     | Milos Raonic           | 6-3, 7-6(4)   |         |
| 2.                           | 17 oktober 2010   | Tiburon      | Hardcourt     | Ryan Harrison          | 6-1, 6-1      |         |
| 3.                           | 13 november 2011  | Loughborough | Hardcourt (i) | Flavio Cipolla         | 6-2, 7-5      |         |
| 4.                           | 16 september 2012 | Pétange      | Hardcourt (i) | Paul-Henri Mathieu     | 7-6(7), 6-4   |         |
| 5.                           | 15 september 2013 | Pétange      | Hardcourt (i) | Paul-Henri Mathieu     | 1-6, 6-3, 7-5 |         |
| 6.                           | 8 juni 2014       | Furth        | Gravel        | Iñigo Cervantes Huegun | 6-3, 6-2      |         |
| 7.                           | 9 augustus 2015   | Liberec      | Gravel        | Andrej Martin          | 7-6(6), 6-4   |         |
| 8.                           | 20 maart 2016     | Kazan        | Hardcourt (i) | Aslan Karatsev         | 6-4, 6-2      |         |

### Dubbelspel
| Nr.                          | Datum             | Toernooi | Ondergrond    | Partner            | Tegenstanders in finale          | Score               |
| ---------------------------- | ----------------- | -------- | ------------- | ------------------ | -------------------------------- | ------------------- |
| Gewonnen finales challengers |                   |          |               |                    |                                  |                     |
| 1.                           | 12 oktober 2014   | Rennes   | Hardcourt (i) | Philipp Marx       | Frantisek Cermak Jonathan Erlich | 3-6, 6-2, [10-3]    |
| 2.                           | 13 september 2015 | Alphen   | Gravel        | Jan-Lennard Struff | Victor Hanescu Adrian Ungur      | 7-6(1), 3-6, [10-7] |

## Prestatietabel
| Legenda | Legenda                          |
| ------- | -------------------------------- |
| g.t.    | geen toernooi gehouden           |
| l.c.    | lagere categorie                 |
| –       | niet deelgenomen                 |
| G       | uitgeschakeld in de groepsfase   |
| 1R      | uitgeschakeld in de eerste ronde |
| 2R      | uitgeschakeld in de tweede ronde |
| 3R      | uitgeschakeld in de derde ronde  |
| 4R      | uitgeschakeld in de vierde ronde |
| KF      | uitgeschakeld in de kwartfinale  |
| HF      | uitgeschakeld in de halve finale |
| F       | de finale verloren               |
| W       | het toernooi gewonnen            |
| w-v     | winst/verlies-balans             |

### Prestatietabel enkelspel
| Grandslamtoernooien  |      |      |      |      |      |      |      |      |      |      |      |
| Australian Open      | –    | –    | 1R   | 2R   | 2R   | 1R   | 1R   | –    | –    | –    | –    |
| Roland Garros        | –    | 2R   | 2R   | 1R   | 2R   | 2R   | –    | 1R   | –    | –    | –    |
| Wimbledon            | 1R   | 3R   | 2R   | 1R   | 1R   | 1R   | –    | –    | –    | –    | –    |
| US Open              | –    | 1R   | 1R   | 1R   | 2R   | 1R   | –    | –    | –    | –    | 1R   |
| ATP Finals           |      |      |      |      |      |      |      |      |      |      |      |
| ATP Finals           | –    | –    | –    | –    | –    | –    | –    | –    | –    | –    |      |
| ATP Masters 1000     |      |      |      |      |      |      |      |      |      |      |      |
| Indian Wells         | –    | –    | 1R   | 1R   | –    | 1R   | –    | –    | –    | –    | –    |
| Miami                | –    | –    | 1R   | 1R   | 3R   | –    | –    | –    | –    | –    | –    |
| Monte Carlo          | –    | –    | –    | –    | –    | –    | –    | –    | –    | –    | –    |
| Madrid               | –    | –    | –    | –    | 1R   | –    | –    | –    | –    | –    | –    |
| Hamburg              | 1R   | l.c. | l.c. | l.c. | l.c. | l.c. | l.c. | l.c. | l.c. | l.c. | l.c. |
| Rome                 | –    | –    | –    | –    | –    | –    | –    | –    | –    | –    | –    |
| Montreal/Toronto     | –    | –    | 1R   | –    | –    | 1R   | –    | –    | –    | –    | –    |
| Cincinnati           | –    | –    | –    | –    | –    | –    | –    | –    | –    | –    | –    |
| Shanghai             | l.c. | –    | –    | –    | –    | –    | –    | –    | –    | –    |      |
| Parijs               | –    | –    | –    | –    | –    | –    | –    | –    | –    | –    |      |
| Olympische Spelen    |      |      |      |      |      |      |      |      |      |      |      |
| Olympische Spelen    | –    | g.t. | g.t. | –    | g.t. | g.t. | g.t. | –    | g.t. | g.t. | g.t. |
| Statistieken         |      |      |      |      |      |      |      |      |      |      |      |
| Totaal aantal titels | 0    | 0    | 0    | 0    | 0    | 0    | 0    | 0    | 0    | 0    | 0    |
| Eindejaarsranking    | 243  | 67   | 96   | 98   | 74   | 98   | 277  |      |      |      |      |

### Prestatietabel dubbelspel
| Grandslamtoernooien   |      |     |      |      |      |   |      |      |      |
| Australian Open       | 1R   | 1R  | –    | 1R   | –    | – | –    | –    | –    |
| Roland Garros         | –    | –   | 1R   | –    | –    | – | –    | –    | –    |
| Wimbledon             | –    | 1R  | –    | –    | –    | – | –    | –    | –    |
| US Open               | –    | –   | 1R   | –    | –    | – | –    | –    | –    |
| Tennis Masters Cup    |      |     |      |      |      |   |      |      |      |
| ATP World Tour Finals | –    | –   | –    | –    | –    | – | –    | –    |      |
| Olympische Spelen     |      |     |      |      |      |   |      |      |      |
| Olympische Spelen     | g.t. | –   | g.t. | g.t. | g.t. | – | g.t. | g.t. | g.t. |
| Statistieken          |      |     |      |      |      |   |      |      |      |
| Totaal aantal titels  | 0    | 0   | 0    | 0    | 0    | 0 | 0    | 0    | 0    |
| Eindejaarsranking     | 427  | 314 | 573  | 367  |      |   |      |      |      |